# ショックウェーブ (ゲーム)
『ショックウェーブ』(Shock Wave)とは、1994年にエレクトロニック・アーツ・ビクターから3DOにて発売されたSFフライトシューティングゲームである。続編として3DOに『ショックウェーブ:オペレーション・ジャンプゲート』などがある。
海外では1995年に3DO以外に、PlayStationやセガサターン、PC、Macintosh向けに続編『ショックウェーブ:オペレーション・ジャンプゲート』も入ったディスク2枚の拡張版『Shockwave Assault』が発売された。PlayStation版は日本でも発売されているが続編とは別々で発売されている。

## あらすじ
西暦2019年、暗黒の宇宙から突如飛来したエイリアンの大艦隊。彼らの圧倒的な攻撃の前に各国の防衛軍は壊滅した。そして地球上の主な都市がエイリアンの支配下にされてしまう。軌道上で唯一生き残った宇宙空母オマハも完全に孤立し、地球との連絡が不能となった。そこで司令官は危機に瀕した地球を救うために、最新鋭の成層圏戦闘機F-177を出撃させて人類生存の最後の望みを託した。プレイヤーは、このF-177の新米パイロットの一人としてエジプト、アメリカ西海岸、ペルーなど世界各地へと飛び、地上を攻撃している異星人軍団を撃退しなければならない。

## 概要
プレイヤーは新人パイロットのワイルドカードとなって、世界各地のエイリアンの侵略地でミッションを遂行する。
ステージにはカイロ、ペルー、ロサンゼルス、イギリス、ハワイ、ユタ州、メキシコ、コンゴ、ヨーロッパ、月などがある。各ステージの開始前には現在の戦況とそのステージのコースが指示される。ゲームが開始されると、行く手をはばむ敵を撃退しながら画面中央のレーダーに示された飛行コースに従って進み、最終エリアのボスキャラを破壊するとステージクリアとなる。また、ゲームクリア後に隠しステージのミルクランが出現する。
物語は実写のムービーシーンで展開されるが、シューティングの部分はすべてリアルタイムレンダリングで作られており、プレイヤーは自由に移動することができる。一つのシナリオごとに目的が設定されており、条件を満たせばクリアとなり次のシナリオに進むことができる。

## 登場人物
トーマス･クレーン
声 - 小林清志
宇宙空母オマハ司令官かつ准将。第三次世界大戦の戦巧により名誉勲章を授章。軍人としての誇りと博愛の精神を持ち合わせた人物である。また非常に博識で特に戦史に詳しい。万全の備えで敵に立ち向かうタイプの指揮官。彼の真価は逆境の時にこそ発揮される。その指揮は適切かつ大胆。見方の戦力を巧みに活かす卓越した戦術家だ。
ヴァージニア･スチュアート
声 - 戸田恵子
オマハ主席甲板士官かつ少佐。毅然とした美女。パイロットとオマハを結ぶ中枢。戦闘管制を担当し、司令官の作戦と任務を伝達する。感情を出さず無駄口をたたかない、機械のような性格で「アイス・プリンセス」の異名をとる。
アルバート･ローレンス
声 - 大宮悌二
科学者で天才外科医。戦いの当初は、エイリアンと平和的に話し合う道を模索すべきだ、と考えていた。傷ついたパイロットを次々と戦場に送り込まなくてはならず、心を痛めている。
ジョン･イーソン
声 - 麦人
大尉。コールサインはブーマー。テキサス出身。根っからの軍人で実戦の経験も豊富。部隊の要であり、人望も厚い。戦いで生き残るためには、甘えは禁物であることを知っているため、ミスに対しては厳しい。正確に行動し、確実に勝利を手に入れる、頑丈な体つきからは想像できないほどの、繊細な神経の持ち主。
キャシー･ハウザー
声 - 深見梨加
中尉。コールサインはスパイク。外見や口調からは想像できないくらい、冷静で信頼できるパイロット。2034年のオリンピック、槍投げの銅メダリストでもある。英語に加えて、フランス語やロシア語も流暢に操る。イギリスでエイリアンによって撃墜されるも、後に救出された。
ジョージ･アロマー
声 - 江原正士
中尉。コールサインはノーマッド。カリフォルニア出身。攻撃型のパイロット。容赦なく敵を追撃する戦闘スタイルを持つ。外交的で明るい性格。どんな苦戦中もユーモアを絶やさない。12歳の時から、負けを知らないボクサーでもある。
ウォーカー･スコット
声 - 堀内賢雄
中尉。コールサインはヒットマン。ニューヨーク出身。ブロンドの髪に、青い目、よく焼けた肌の典型的なアメリカ青年。パイロットとしての腕は一流だが、遊び感覚ですべてを処理するため、いつも危険が付き纏う。自分の人生さえゲームとして考えている。金のために志願したというが、他のパイロットの必死に戦う姿を目にして、次第に態度を改める。
メアリー･チャン
声 - なし
中尉。コールサインはドラゴンフライ。中国系アメリカ人。普段は無口で毅然としているが、野心的で意志も固い。テコンドーとカンフーの達人で、精神的にも鍛えられている。
フランク･ベッカー
声 - 辻親八
空母ケネディの艦長。ハワイでエイリアンによって窮地に追い込まれ、オマハに航空支援を要請した。クレーンとはかつての同僚だった模様。
ダニエル･バートン
声 - 大塚芳忠
地球の危機を伝え続けるニュースキャスター。リアルタイムで状況を放送することを自分の使命と感じている。真実の報道マン。
通信士
声 - 中村大樹
オマハの通信士。
ICE
声 - 横尾まり
F-177に搭載された人工頭脳のコンピュータ。ナビゲーターかつ副操縦士。飛行中、戦術を練ってパイロットに指示したり、敵の接近を知らせたりする。

## 関連作品
- ショックウェーブ:オペレーション・ジャンプゲート
- Shock Wave 2: Beyond the Gate